# Landtagswahl in Nordrhein-Westfalen 2012
- Piraten: 20
- SPD: 99
- Grüne: 29
- FDP: 22
- CDU: 67

- Regierung: 128
- Opposition: 109

Die Wahl zum Landtag des Landes Nordrhein-Westfalen der 16. Wahlperiode fand als vorgezogene Wahl am 13. Mai 2012 statt. Die rot-grüne Koalition aus SPD und Grünen, die zuvor eine Minderheitsregierung unter der Führung von Hannelore Kraft gebildet hatte, gewann dabei die Mehrheit. Die CDU erreichte hingegen ihr schlechtestes Ergebnis in Nordrhein-Westfalen überhaupt seit 1947. Während die FDP den Einzug in den Landtag schaffte, verpasste Die Linke den Wiedereinzug deutlich. Die Piratenpartei war erstmals im nordrhein-westfälischen Landtag vertreten.

## Ausgangssituation
Aus der Landtagswahl in Nordrhein-Westfalen 2010 ging die CDU trotz starker Verluste mit 34,6 Prozent knapp als stärkste Partei hervor. Die SPD kam auf 34,5 Prozent. Die Grünen bauten ihren Stimmenanteil deutlich auf 12,1 Prozent der Stimmen aus. Die FDP erreichte bei leichten Stimmengewinnen 6,7 Prozent der Stimmen. Die Linke zog mit 5,6 Prozent erstmals in den Landtag ein. CDU und SPD errangen je 67 der 181 Landtagsmandate, Bündnis 90/Die Grünen erreichten 23, die FDP 13 und Die Linke 11 Sitze. Die bisherige CDU/FDP-Koalition verlor ihre Regierungsmehrheit im Landtag. Nach langwierigen Sondierungsgesprächen bildeten SPD und Grüne unter der Führung von Hannelore Kraft (SPD) eine rot-grüne Landesregierung ohne eigene Mehrheit im Landtag. Zum Beschluss von Gesetzen war die Landesregierung daher immer auf Stimmen aus einer anderen Fraktion im Landtag angewiesen.
Als richtungsweisende Entscheidungen, die in einem Kompromiss von Regierungsfraktionen und der oppositionellen CDU herbeigeführt wurden, gelten eine Vereinbarung zum Schulfrieden, die die Schulstruktur Nordrhein-Westfalens für zwölf Jahre festschrieb, und die (gemeinsam durch die Regierungsfraktionen und die FDP ausgehandelten) Vereinbarungen zur Reformierung der Finanzierung der Kommunen des Landes („Stärkungspakt Stadtfinanzen“).
Es gab während der Legislaturperiode mehrfach Spekulationen über Neuwahlen oder eine Neubildung der Regierung. Zum ersten Mal kamen sie auf nach gescheiterten Versuchen, eine Mehrheitsregierung zu bilden. Erneut wurde die Möglichkeit von Neuwahlen diskutiert, als der Verfassungsgerichtshof in einem bis dahin einmaligen Vorgang den vorgelegten Nachtragshaushalt für 2010 für ungültig erklärte, da die Neuverschuldung die Höhe der Investitionen überschritten hatte.
Am 14. März 2012 wurde der Einzelplan 03 (Ministerium für Inneres und Kommunales) des von der Landesregierung vorgelegten Haushalts mit den 91 Stimmen der Oppositionsparteien abgelehnt. Nach Auffassung von Juristen der Landtagsverwaltung galt der Haushalt damit insgesamt als abgelehnt; diese Auffassung war unter Juristen umstritten. In der Folge löste sich der Landtag an demselben Tag einstimmig auf. Der Hauptausschuss nahm die Rechte des Landtags bis zum Zusammentritt des neuen Landtags wahr; Kraft und das rot-grüne Kabinett blieben geschäftsführend im Amt.

## Wahltermin
Die Landtagswahl fand am 13. Mai 2012 statt und damit, wie stets seit 1975, an einem Sonntag im Mai. Zusammen mit den Wahlen im Saarland am 25. März 2012 und in Schleswig-Holstein am 6. Mai 2012 wurden damit im Jahr 2012 drei vorgezogene Neuwahlen in deutschen Ländern abgehalten, was die einzigen Landtagswahlen in diesem Jahr waren.
Da sich der Landtag nach einstimmigem Beschluss seiner Mitglieder vor Ablauf der 15. Wahlperiode, die nach der Landesverfassung am 8. Juni 2015 turnusgemäß geendet hätte, nach Art. 35 der Landesverfassung am 14. März 2012 aufgelöst hat, musste die Wahl zum Landtag der 16. Wahlperiode und an einem Sonntag oder einem gesetzlichen Feiertag binnen sechzig Tagen nach Auflösung des Landtages angesetzt werden.
Da der Zeitraum zur Einreichung der Wahlvorschläge nach § 19 (1) bzw. § 20 (2) Landeswahlgesetz sehr knapp bemessen war, hatte der Innenminister gemäß § 46 (5) Landeswahlgesetz angeordnet, dass die Wahlvorschläge spätestens 33 statt wie bei einer turnusgemäßen Wahl 48 Tage vor der Wahl eingereicht werden mussten.

## Wahlsystem

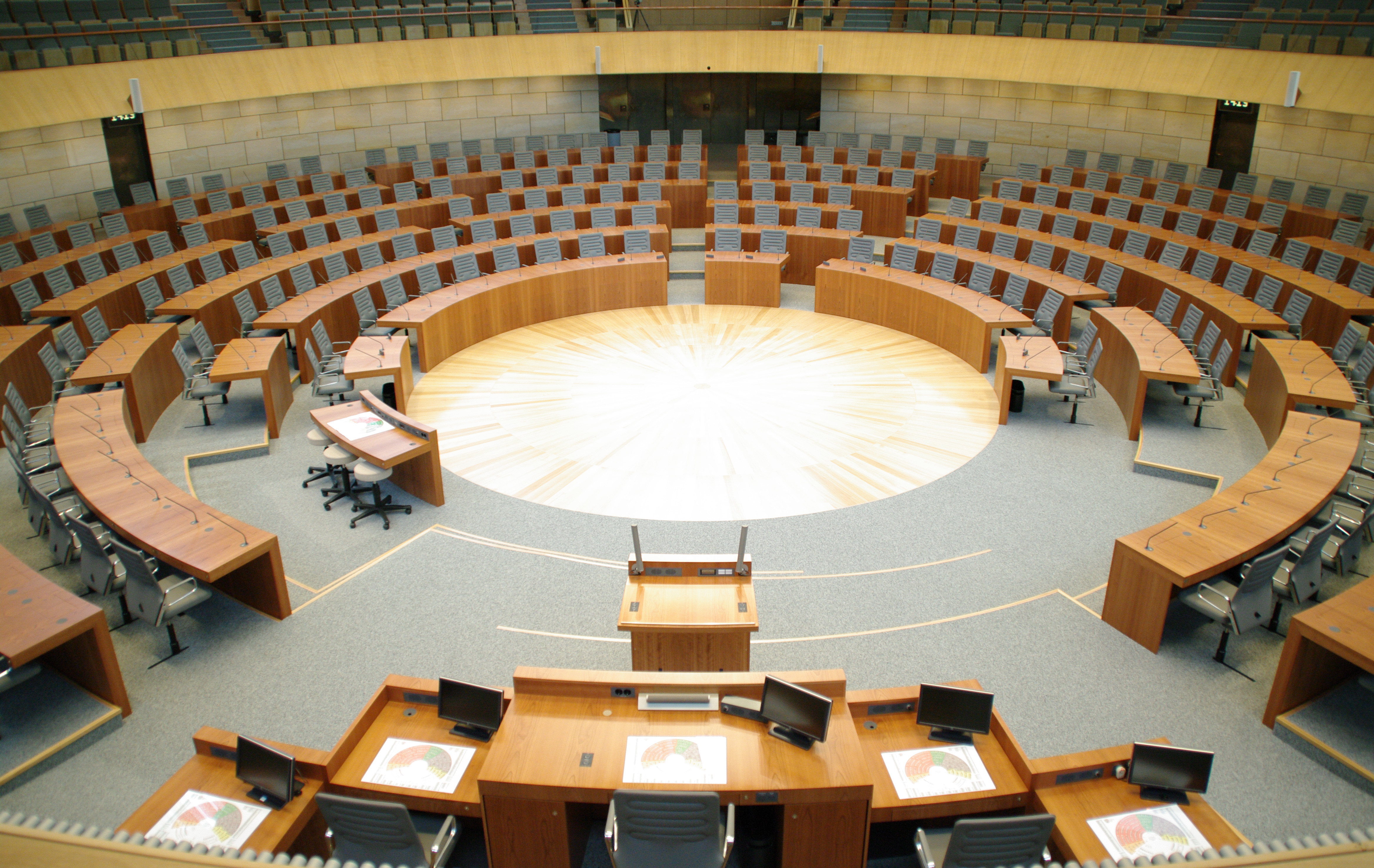
Im Landtag Nordrhein-Westfalen werden mindestens 181 Mandate besetzt; durch Überhang- und Ausgleichsmandate erhöhte sich 2012 die Anzahl der Sitze auf 237.

Die Landtagsabgeordneten werden in allgemeiner, gleicher, unmittelbarer, geheimer und freier Wahl gewählt. Der Landtag von Nordrhein-Westfalen wird nach einem System der personalisierten Verhältniswahl mit geschlossenen Listen gewählt, das dem Bundestagswahlrecht ähnelt. Der Landtag hat mindestens 181 Abgeordnete, von denen 128 in je einem Wahlkreis direkt mittels Erststimme gewählt werden. Gewählt ist der Bewerber mit den meisten Stimmen. Die Sitze im Landtag werden nach dem Sainte-Laguë-Verfahren auf die Parteien nach der Zahl ihrer Zweitstimmen im Land proportional verteilt. Überhangmandate werden durch Ausgleichsmandate ausgeglichen, so dass praktisch immer eine dem Zweitstimmenanteil entsprechende proportionale Zusammensetzung des Landtags sichergestellt wird.

## Parteien und Kandidaten

### Landeslisten
Die Landeslisten folgender Parteien wurden zugelassen:
| Partei                                                                                        | Kürzel               | Direkt- kandidaten | Mitglieder | Ergebnis 2010    | Spitzenkandidat         |
| --------------------------------------------------------------------------------------------- | -------------------- | ------------------ | ---------- | ---------------- | ----------------------- |
| Christlich-Demokratische Union Deutschlands                                                   | CDU                  | 128                | 152.328    | 34,6 %           | Norbert Röttgen         |
| Sozialdemokratische Partei Deutschlands                                                       | SPD                  | 128                | 132.000    | 34,5 %           | Hannelore Kraft         |
| Bündnis 90/Die Grünen                                                                         | Grüne                | 128                | 12.600     | 12,1 %           | Sylvia Löhrmann         |
| Freie Demokratische Partei                                                                    | FDP                  | 128                | 16.000     | 6,7 %            | Christian Lindner       |
| Die Linke                                                                                     | Die Linke            | 127                | 8.000      | 5,6 %            | Katharina Schwabedissen |
| Piratenpartei                                                                                 | Piraten              | 128                | 5.006      | 1,6 %            | Joachim Paul            |
| Bürgerbewegung pro Nordrhein-Westfalen                                                        | pro NRW              | 0                  | 900        | 1,4 %            | Markus Beisicht         |
| Nationaldemokratische Partei Deutschlands                                                     | NPD                  | 0                  | 750        | 0,7 %            | Claus Cremer            |
| Mensch Umwelt Tierschutz                                                                      | Die Tierschutzpartei | 0                  | 180        | 0,6 %            | Michael Siethoff        |
| Familien-Partei Deutschlands                                                                  | Familie              | 2                  | 100        | 0,4 %            | Maria Hartmann          |
| Bündnis für Innovation & Gerechtigkeit                                                        | BIG                  | 0                  | 400        | 0,2 %            | Haluk Yildiz            |
| Partei für Arbeit, Rechtsstaat, Tierschutz, Elitenförderung und basisdemokratische Initiative | Die PARTEI           | 14                 | 1.700      | 0,1 %            | Mark Benecke            |
| Ökologisch-Demokratische Partei                                                               | ÖDP                  | 3                  | 463        | 0,1 %            | Gerd Kersting           |
| Freie Bürger-Initiative/Freie Wähler                                                          | FBI/Freie Wähler     | 4                  | 550        | 0,1 %            | Hans Josef Tegethoff    |
| AUF – Partei für Arbeit, Umwelt und Familie – Christen für Deutschland                        | AUF                  | 5                  | 50         | 0,1 %            | Horst Schulze           |
| Freie Wähler Nordrhein-Westfalen                                                              | Freie Wähler         | 20                 | 181        | nicht angetreten | Rüdiger Krentz          |
| Partei der Vernunft                                                                           |                      | 0                  | 118        | nicht angetreten | Dieter Audehm           |

Landeslisten mussten bis zum 10. April 2012 eingereicht werden. Parteien, die nicht im letzten Landtag oder im Bundestag aufgrund eines Wahlvorschlages aus dem Land vertreten waren, mussten 1000 Unterstützungsunterschriften für die Zulassung ihrer Landesliste vorlegen. Die Entscheidung über die Zulassung der Landeslisten erfolgte durch den Wahlausschuss am 14. April 2012. Wegen Unterschreiten der Mindestanzahl gültiger Unterstützungsunterschriften lehnte der Wahlausschuss die Landeslisten der Parteien Ab jetzt … Bündnis für Deutschland, für Demokratie durch Volksabstimmung, Deutsche Demokratische Partei, Partei Bibeltreuer Christen und Soziale Gerechtigkeit – Nordrhein-Westfalen ab.

### Weitere Kreiswahlvorschläge
Die Kreiswahlvorschläge folgender weiterer Parteien und Wählergruppen, deren Landesliste nicht zur Wahl stand, sowie folgende Einzelbewerber wurden zur Wahl zugelassen:
| Wählergruppen                                                          | Kurzel          | Direkt- kandidaten |
| ---------------------------------------------------------------------- | --------------- | ------------------ |
| Ab jetzt…Bündnis für Deutschland, für Demokratie durch Volksabstimmung | Volksabstimmung | 4                  |
| Bund für Gesamtdeutschland                                             | BGD             | 1                  |
| Bürgerrechtsbewegung Solidarität                                       | BüSo            | 4                  |
| Liberale Demokraten – die Sozialliberalen                              | LD              | 1                  |
| Rentnerinnen und Rentner-Partei                                        | RRP             | 2                  |
| Einzelbewerber                                                         | –               | 7                  |

Zur Zulassung eines Direktkandidaten im Wahlkreis mussten die Parteien, die nicht im letzten Landtag oder im Bundestag aufgrund eines Wahlvorschlages aus dem Land vertreten waren, Wählergruppen oder Einzelbewerber 100 Unterstützungsunterschriften von Wahlberechtigten im jeweiligen Wahlkreis sammeln.

### Spitzenkandidaten
Der Bundesumweltminister und Landesvorsitzende der NRW-CDU Norbert Röttgen wurde von seiner Partei mit 96,5 Prozent der Delegiertenstimmen auf den ersten Platz der Landesliste gewählt. Ministerpräsidentin Hannelore Kraft wurde mit 99,3 Prozent zur Spitzenkandidatin der SPD gewählt. Bündnis 90/Die Grünen wählten die stellvertretende Ministerpräsidentin Sylvia Löhrmann mit 98,4 Prozent zur Spitzenkandidatin. Der FDP-Landesverband NRW wählte den Bundestagsabgeordneten und ehemaligen Generalsekretär der Bundes-FDP Christian Lindner auf Platz 1 der Landesliste der FDP. Lindner wurde am 6. Mai 2012 als Nachfolger von Bundesgesundheitsminister Daniel Bahr zum Vorsitzenden des FDP-Landesverbandes in Nordrhein-Westfalen gewählt. Die Linke wählte Katharina Schwabedissen zur Spitzenkandidatin. Die Piraten wählten Joachim Paul zu ihrem Spitzenkandidaten.

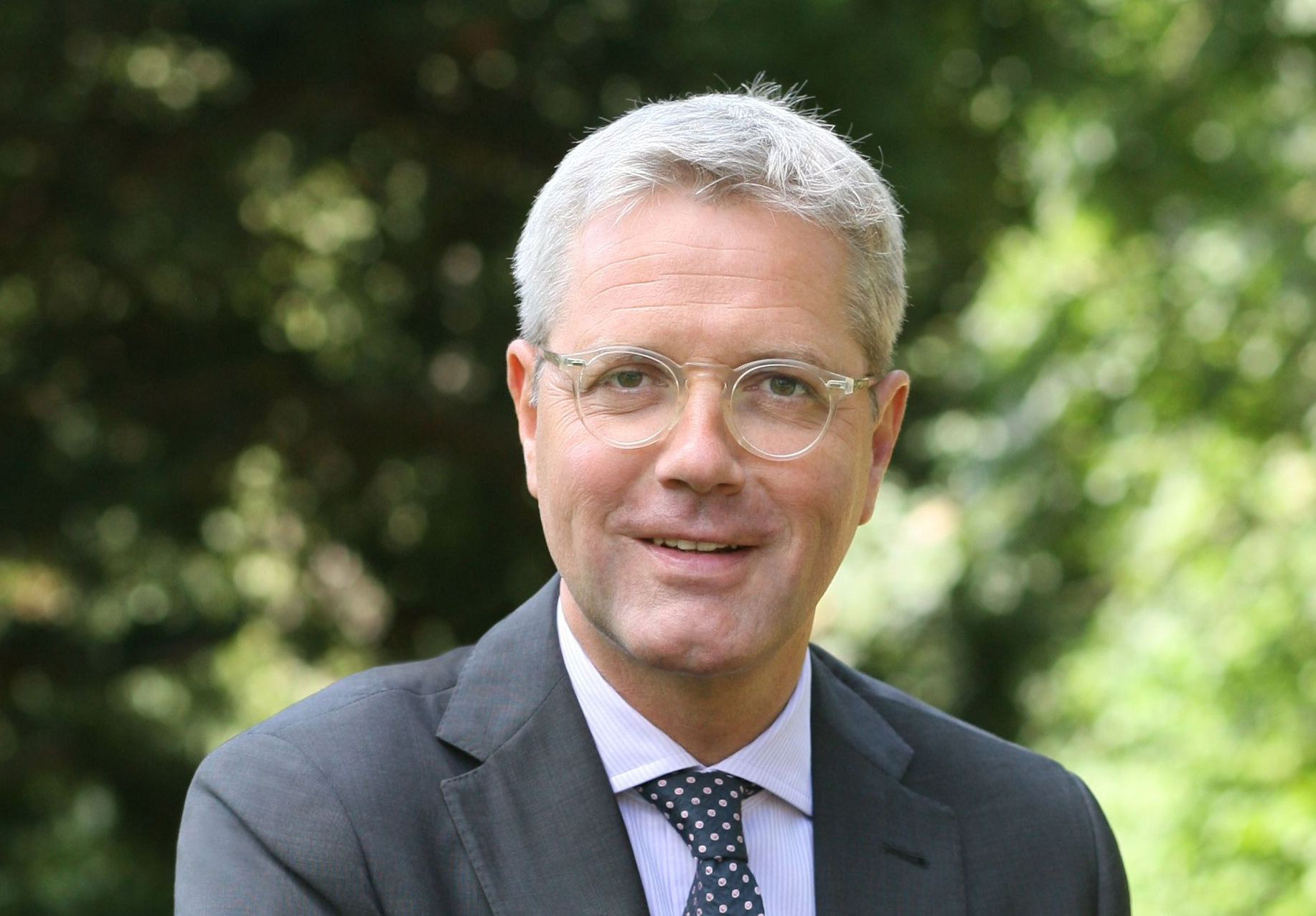
Norbert Röttgen (CDU)
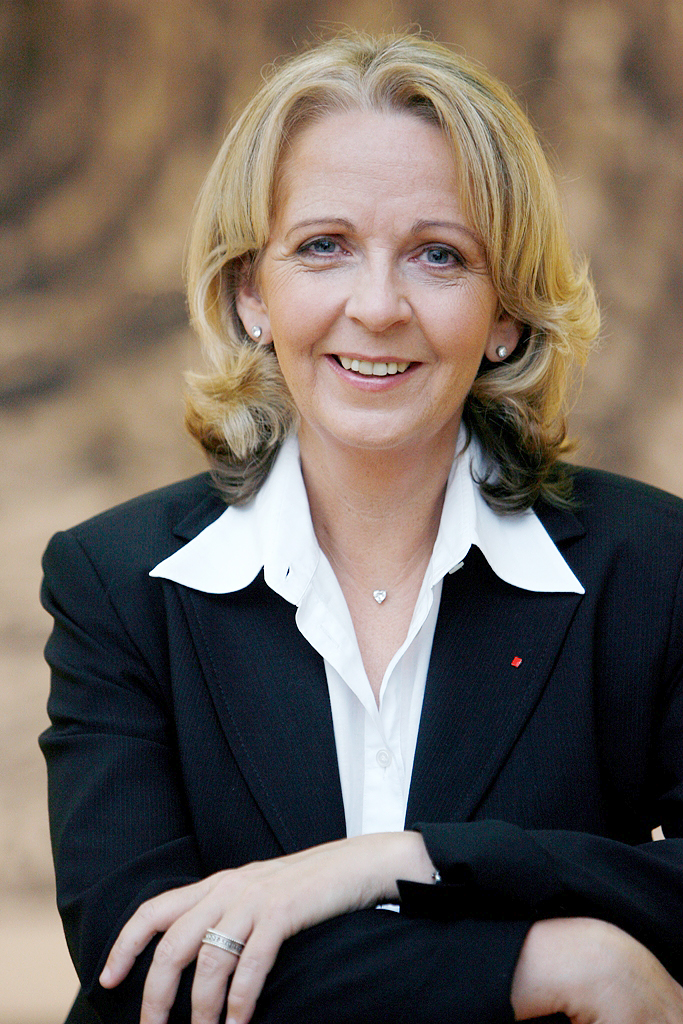
Hannelore Kraft (SPD)
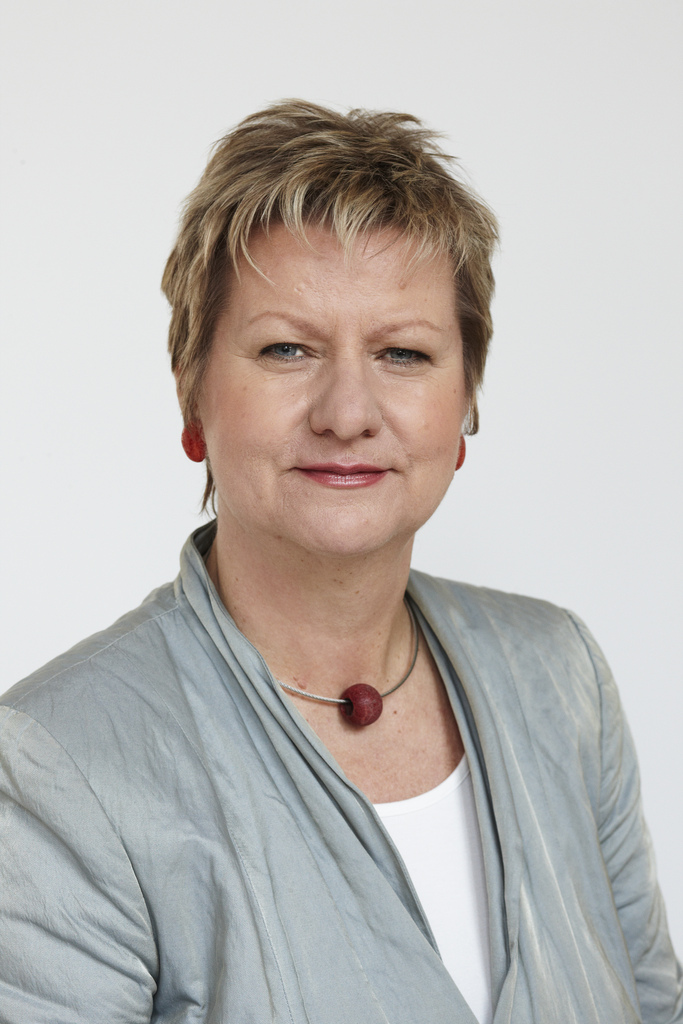
Sylvia Löhrmann (Grüne)
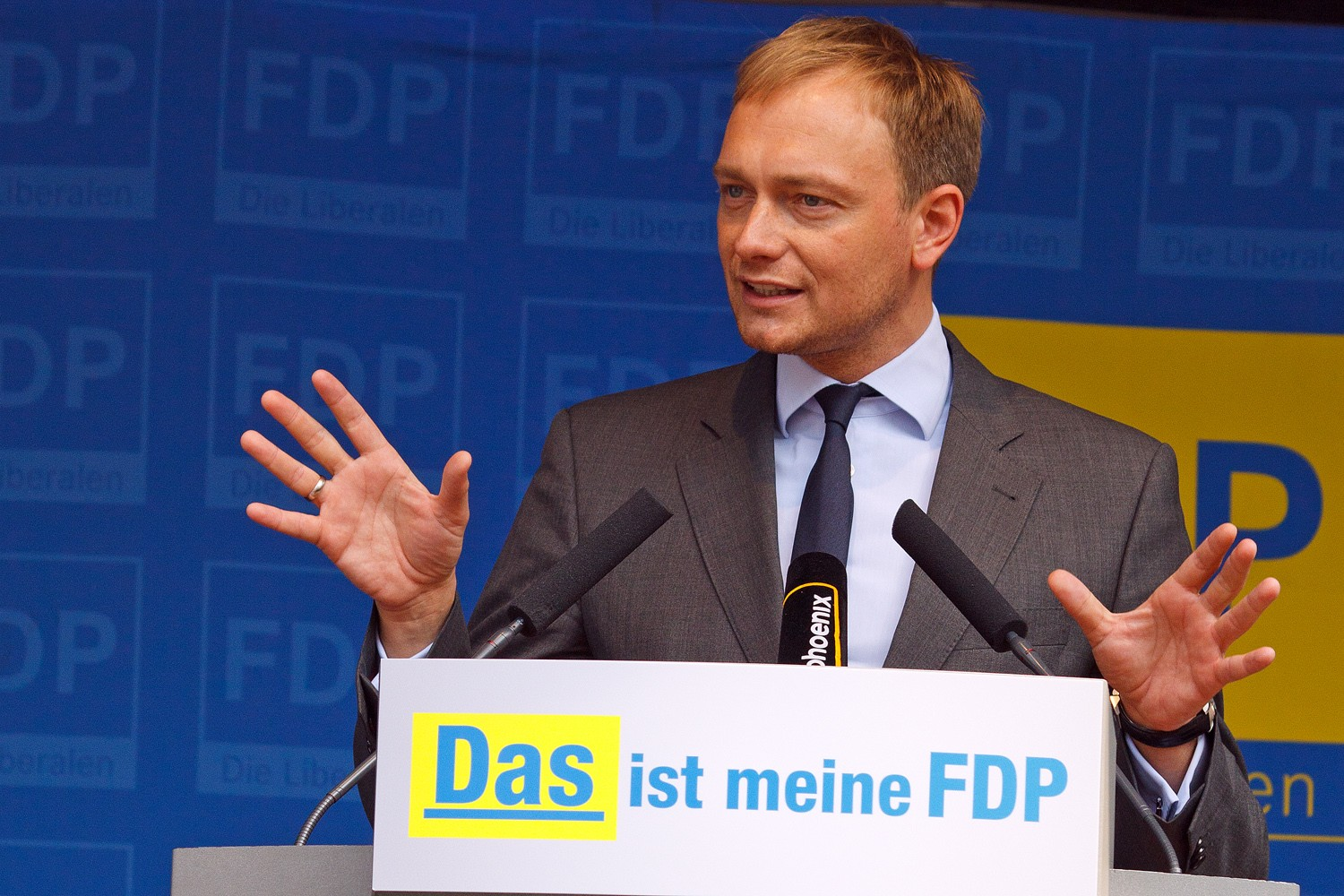
Christian Lindner (FDP)
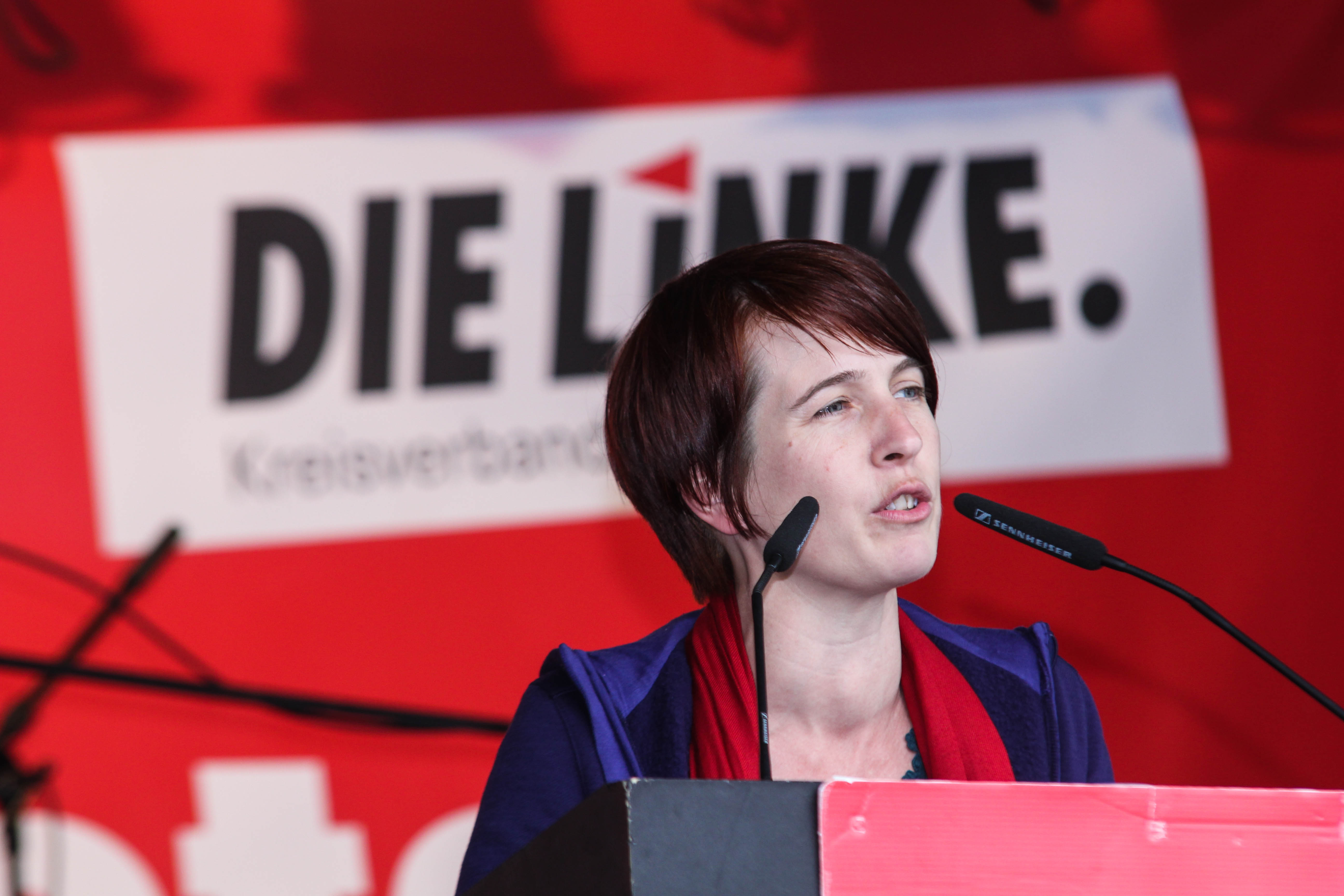
Katharina Schwabedissen (Linke)
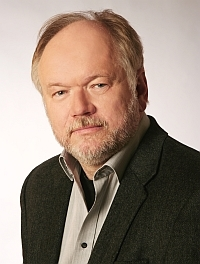
Joachim Paul (Piraten)

## Wahlkampf

### Wahlkampfthemen

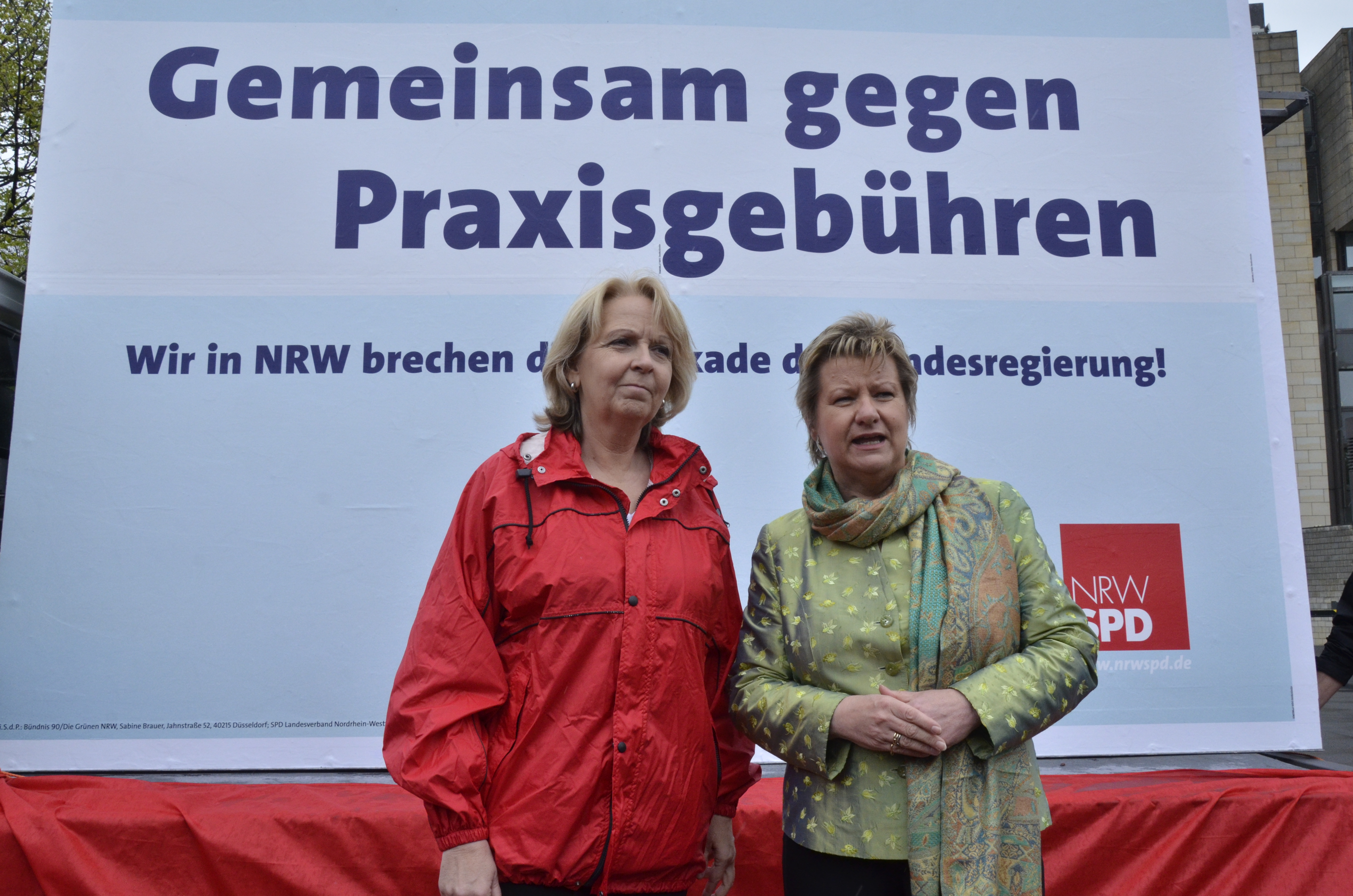
Wahlkampfauftritt von Sylvia Löhrmann und Hannelore Kraft

- Personalien: Norbert Röttgen wurde auch aus dem eigenen Lager kritisiert, weil er im Wahlkampf keine Bereitschaft signalisierte, nach einer Wahlniederlage Oppositionsführer im Landtag zu werden und dazu spätestens nach der Wahl von seinem Amt als Bundesminister zurückzutreten. Erinnert wurde an Bundesminister Norbert Blüm, der mit einer ähnlichen Haltung die Landtagswahl 1990 verlor.[41][42]
- Finanzpolitik: Die CDU begann unmittelbar nach der Auflösung des Landtages das Thema solide Staatsfinanzen als Wahlkampfthema in den Vordergrund zu stellen. Kritisiert wurde die Höhe der Neuverschuldung des Landes.[43] Hannelore Kraft wies darauf hin, dass das Land bei der Pro-Kopf-Neuverschuldung im Vergleich mit anderen Ländern eher durchschnittlich sei und ihr Politikansatz der „präventiven Sozialpolitik“ langfristig zur Haushaltskonsolidierung beitrage.[44][45]
- Kommunalfinanzen: Mehrere kommunale Spitzenpolitiker aus dem Ruhrgebiet forderten eine Reform des Solidarpakts und eine verstärkte Förderung der strukturschwachen Städte des Ruhrgebiets. Während die SPD diese Forderung unterstützte, warb die CDU für die unveränderte Fortführung des Solidarpakts.[46]
- Familienpolitik: das von der Bundesregierung diskutierte Betreuungsgeld, über dessen Einführung die Vertreter der Landesregierung möglicherweise im Bundesrat abzustimmen haben,[47] wurde von der nordrhein-westfälischen SPD abgelehnt, während Norbert Röttgen das Betreuungsgeld verteidigte, weil es die Wahlfreiheit zwischen einer Kinderbetreuung in einer Kindertagesstätte (Kita) oder daheim fördere. Die CDU warf der Landesregierung einen zu zögerlichen Ausbau der Kindertagesstätten vor und kritisierte Hannelore Kraft dafür, dass sie für eine „Kita-Pflicht“ eintrete. Kraft bestritt Pläne für eine „Kita-Pflicht“ und gab vor allem der Vorgängerregierung die Schuld für die im Bundesvergleich unterdurchschnittliche Anzahl an Kita-Plätzen.[44]
- Bildungspolitik: Das Thema Schulpolitik spielte im Landtagswahlkampf wegen des im Konsens zwischen SPD, CDU und Grünen getroffenen Schulfriedens keine große Rolle.[48]

### Fernsehduell
Am 30. April 2012 trafen sich Hannelore Kraft und Norbert Röttgen zu einem Fernsehduell im WDR Fernsehen. Am 2. Mai 2012 diskutierten im WDR Fernsehen die Spitzenkandidaten der im Landtag bisher vertretenen Parteien sowie der Piraten in einer „Elefantenrunde“.

### Wahl-O-Mat
Die Bundeszentrale für politische Bildung (bpb) und die Landeszentrale für politische Bildung Nordrhein-Westfalen hat zur Landtagswahl 2012 den Wahl-O-Mat präsentiert, der inhaltlich von einem Redaktionsteam aus Vertretern der lpb Nordrhein-Westfalen entwickelt wurde. Beraten wurden sie dabei vom institutionellen Träger des Wahl-O-Mats und mehreren Wissenschaftlern.

### Sonstiges
Die Bürgerbewegung pro NRW hatte angekündigt, vor Moscheen islamkritische Karikaturen, darunter die Mohammed-Karikaturen Kurt Westergaards, auszustellen. Bundesinnenminister Hans-Peter Friedrich (CSU) äußerte Befürchtungen, dass es zu Eskalationen zwischen Rechtsextremisten und Salafisten kommen könnte. Der Innenminister des Landes Nordrhein-Westfalen Ralf Jäger wies die Polizeibehörden an, die Demonstranten nicht in unmittelbare Nähe der Moscheen zu lassen.
Im Mai kam es dennoch zu gewaltsamen Angriffen aus dem islamistischen Spektrum auf Polizeibeamte, von denen einige teils schwer verletzt wurden.

## Umfragen
Die meisten Umfragen prognostizierten eine Mehrheit für die Fortsetzung der rot-grünen Koalition von Ministerpräsidentin Hannelore Kraft. Der Wiedereinzug der FDP und der Linken war dagegen unsicher. Für die Piraten prognostizieren die Meinungsforschungsinstitute den sicheren Einzug in den nordrhein-westfälischen Landtag.

## Ergebnis

Erststimmenmehrheiten
SPD
CDU

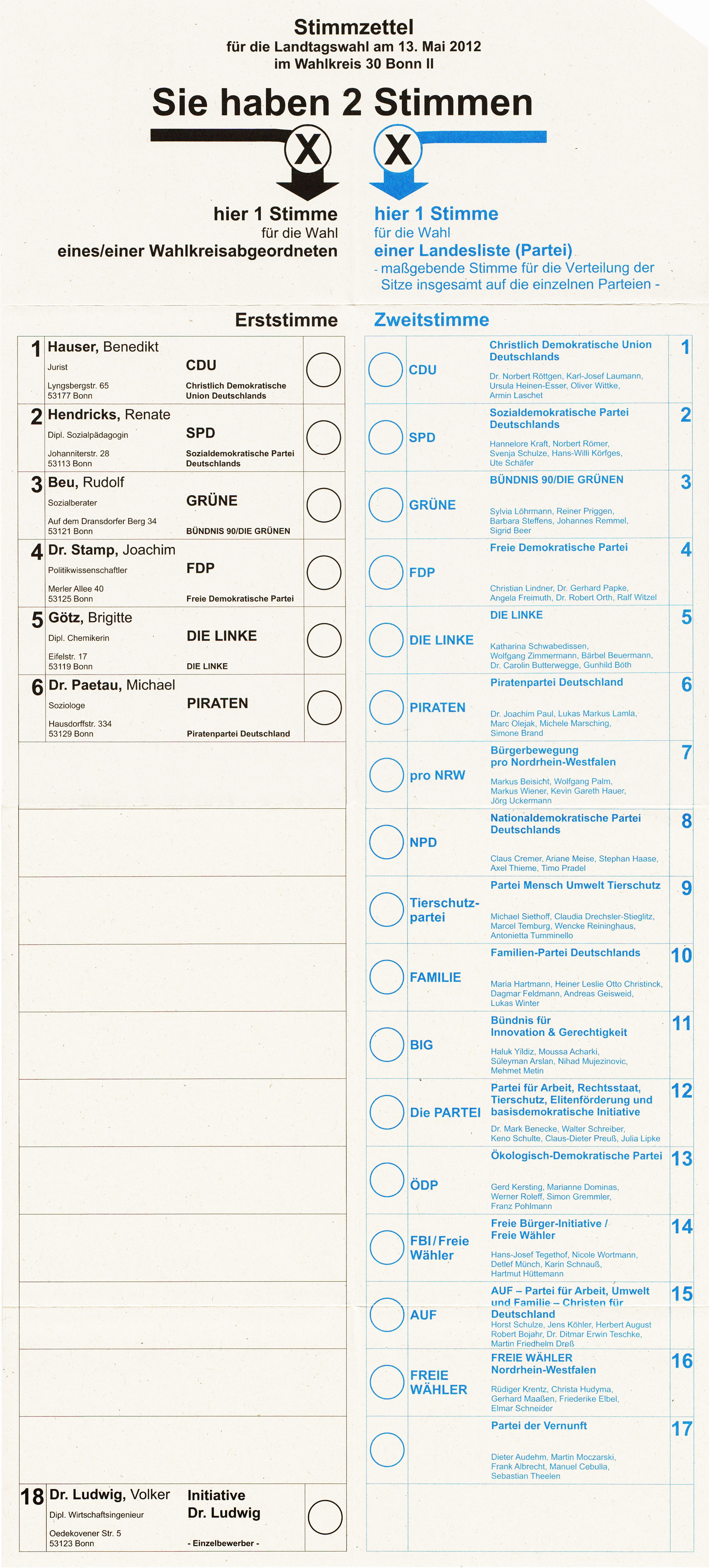
Stimmzettel im Wahlkreis Bonn II

Das endgültige Ergebnis der Landtagswahl 2012 wurde am 25. Mai 2012 von der Landeswahlleiterin verkündet.
| Listen                         | Listen              | Erststimmen | Erststimmen | Erststimmen | Erststimmen | Zweitstimmen | Zweitstimmen | Zweitstimmen | Zweitstimmen | Mandate | Mandate |
| Listen                         | Listen              | Stimmen     | %           | +/-         | Mandate     | Stimmen      | %            | +/-          | Mandate      | Anzahl  | +/-     |
| ------------------------------ | ------------------- | ----------- | ----------- | ----------- | ----------- | ------------ | ------------ | ------------ | ------------ | ------- | ------- |
|                                | SPD                 | 3.290.561   | 42,3        | +3,8        | 99          | 3.049.983    | 39,1         | +4,7         | –            | 99      | +32     |
|                                | CDU                 | 2.545.309   | 32,7        | –5,8        | 29          | 2.050.321    | 26,3         | –8,3         | 38           | 67      | –       |
|                                | Grüne               | 723.581     | 9,3         | –0,8        | –           | 884.298      | 11,3         | –0,8         | 29           | 29      | +6      |
|                                | FDP                 | 372.727     | 4,8         | +0,1        | –           | 670.082      | 8,6          | +1,9         | 22           | 22      | +9      |
|                                | Piraten             | 617.926     | 7,9         | +7,0        | –           | 609.176      | 7,8          | +6,3         | 20           | 20      | +20     |
|                                | Die Linke           | 201.637     | 2,6         | –2,8        | –           | 194.428      | 2,5          | –3,1         | –            | –       | –11     |
|                                | pro NRW             | –           | –           | –0,9        | –           | 118.326      | 1,5          | +0,1         | –            | –       | –       |
|                                | Tierschutzpartei    | –           | –           | –0,1        | –           | 58.091       | 0,7          | +0,1         | –            | –       | –       |
|                                | NPD                 | –           | –           | –0,3        | –           | 40.007       | 0,5          | –0,2         | –            | –       | –       |
|                                | Familie             | 1.722       | 0,0         | –0,1        | –           | 33.793       | 0,4          | ±0,0         | –            | –       | –       |
|                                | Die PARTEI          | 6.362       | 0,1         | +0,1        | –           | 22.915       | 0,3          | +0,2         | –            | –       | –       |
|                                | Freie Wähler        | 10.600      | 0,1         | N/A         | –           | 17.970       | 0,2          | N/A          | –            | –       | –       |
|                                | BIG                 | –           | –           | ±0,0        | –           | 10.694       | 0,1          | ±0,0         | –            | –       | –       |
|                                | AUF                 | 2.726       | 0,0         | ±0,0        | –           | 10.217       | 0,1          | +0,1         | –            | –       | –       |
|                                | FBI/Freie Wähler    | 1.538       | 0,0         | ±0,0        | –           | 9.496        | 0,1          | ±0,0         | –            | –       | –       |
|                                | ÖDP                 | 1.336       | 0,0         | ±0,0        | –           | 7.842        | 0,1          | ±0,0         | –            | –       | –       |
|                                | Partei der Vernunft | –           | –           | N/A         | –           | 6.356        | 0,1          | N/A          | –            | –       | –       |
|                                | Volksabstimmung     | 1.087       | 0,0         | ±0,0        | –           | –            | –            | ±0,0         | –            | –       | –       |
|                                | RRP                 | 418         | 0,0         | N/A         | –           | –            | –            | N/A          | –            | –       | –       |
|                                | BüSo                | 272         | 0,0         | –0,1        | –           | –            | –            | ±0,0         | –            | –       | –       |
|                                | LD                  | 120         | 0,0         | ±0,0        | –           | –            | –            | N/A          | –            | –       | –       |
|                                | BGD                 | 83          | 0,0         | ±0,0        | –           | –            | –            | ±0,0         | –            | –       | –       |
|                                | Einzelbewerber      | 2.605       | 0,0         | ±0,0        | –           | –            | –            | –            | –            | –       | –       |
| Gesamt                         | Gesamt              | 7.780.610   | 100         |             | 128         | 7.793.995    | 100          |              | 109          | 237     | +56     |
|                                |                     |             |             |             |             |              |              |              |              |         |         |
| Ungültige Stimmen              | Ungültige Stimmen   | 120.658     | 1,5         | –0,1        |             | 107.273      | 1,4          | ±0,0         |              |         |         |
| Wähler                         | Wähler              | 7.901.268   | 59,6        | +0,3        |             | 7.901.268    | 59,6         | +0,3         |              |         |         |
| Wahlberechtigte                | Wahlberechtigte     | 13.262.049  |             |             |             | 13.262.049   |              |              |              |         |         |
|                                |                     |             |             |             |             |              |              |              |              |         |         |
| Quelle: Die Landeswahlleiterin |                     |             |             |             |             |              |              |              |              |         |         |

Liste der Mitglieder des Landtages Nordrhein-Westfalen (16. Wahlperiode)
Die Wahlbeteiligung war mit 59,6 % etwas höher als bei der vorangegangenen Landtagswahl. Diese Wahlbeteiligung war gleichwohl die drittgeringste aller Landtagswahlen in Nordrhein-Westfalen. Die SPD konnte erstmals seit der Landtagswahl 2000 mehr Mandate erringen als die CDU. Die CDU blieb deutlich unter ihrem bisher schlechtesten Wahlergebnis – 34,6 % aller gültigen Zweitstimmen bei der Wahl 2010. Die Piratenpartei zog mit 7,8 % aller gültigen Zweitstimmen erstmals in den Landtag ein.

Die Linke, die in der 15. Wahlperiode erstmals im Landtag vertreten war, schaffte ihren Wiedereinzug nicht.
Da die SPD 23 Überhangmandate erzielte, zog ihre Landesliste zunächst nicht. Erst der noch vor der konstituierenden Sitzung erklärte Mandatsverzicht von Karl-Heinz Krems ermöglichte dem bisherigen Fraktionschef der SPD-Landtagsfraktion Norbert Römer als Nachrücker von der Landesliste den Einzug ins Parlament und seine Wiederwahl zum Vorsitzenden der SPD-Fraktion. Die CDU besetzt 38 ihrer 67 Mandate über ihre Landesliste. Alle anderen in den Landtag einziehenden Fraktionen besetzen ihre Mandate ausschließlich über ihre Landeslisten. Durch die relativ hohe Anzahl der Überhangmandate (23) und die sich daraus ergebenden 33 Ausgleichsmandate ist der 237 Sitze zählende Landtag der 16. Wahlperiode der zweitgrößte aller bisherigen nordrhein-westfälischen Landtage (der Landtag der 11. Wahlperiode hatte ab 1992 239 Sitze). Im Vergleich zum Landtag der letzten Wahlperiode wächst der Landtag um 56 Sitze.
Die angestrebte rot-grüne Koalition verfügt im Landtag der 16. Wahlperiode über 128 Mandate und hat damit 9 Sitze mehr als die 119 Sitze, die für eine Mehrheit nötig sind.
Sitzverteilung am Ende der Wahlperiode: SPD 98, CDU 68, Grüne 29, FDP 22, Piraten 17, fraktionslos 3

## Konsequenzen
Der CDU-Spitzenkandidat Norbert Röttgen kündigte aufgrund des Wahlausgangs kurz nach Schließung der Wahllokale an, als Vorsitzender der CDU Nordrhein-Westfalen zurückzutreten. Am 30. Juni 2012 wurde Armin Laschet zum neuen Vorsitzenden der CDU Nordrhein-Westfalen gewählt. Den Verzicht auf sein über die Landesliste errungenes Landtagsmandat teilte Röttgen am 30. Mai 2012 mit.
Nach deutlicher Kritik an Norbert Röttgen, u. a. durch den bayerischen Ministerpräsidenten Horst Seehofer, bat Bundeskanzlerin Angela Merkel am 16. Mai 2012 den Bundespräsidenten um Entlassung des Bundesumweltministers. Am 22. Mai 2012 ernannte der Bundespräsident auf Vorschlag der Bundeskanzlerin Peter Altmaier zum Nachfolger von Norbert Röttgen.
Die konstituierende Sitzung des Landtages fand am 31. Mai 2012 statt und dauerte vier Stunden. Carina Gödecke, Mitglied der SPD-Fraktion, die die CDU-Fraktion als stärkste Gruppierung im Landtag ablöste, wurde zur Präsidentin des Landtags gewählt. Gödecke war bislang Vizepräsidentin und übernahm das Amt von Eckhard Uhlenberg (CDU).

## Koalitionsaussagen
| Koalitionsoption                  | Sitze |
| --------------------------------- | ----- |
| Sitze gesamt                      | 237   |
| Absolute Mehrheit (ab 119 Sitzen) |       |
| SPD, CDU                          | 166‌   |
| CDU, Grüne, FDP, Piraten          | 138   |
| SPD, Grüne                        | 128   |
| SPD, FDP                          | 121   |
| SPD, Piraten                      | 119   |

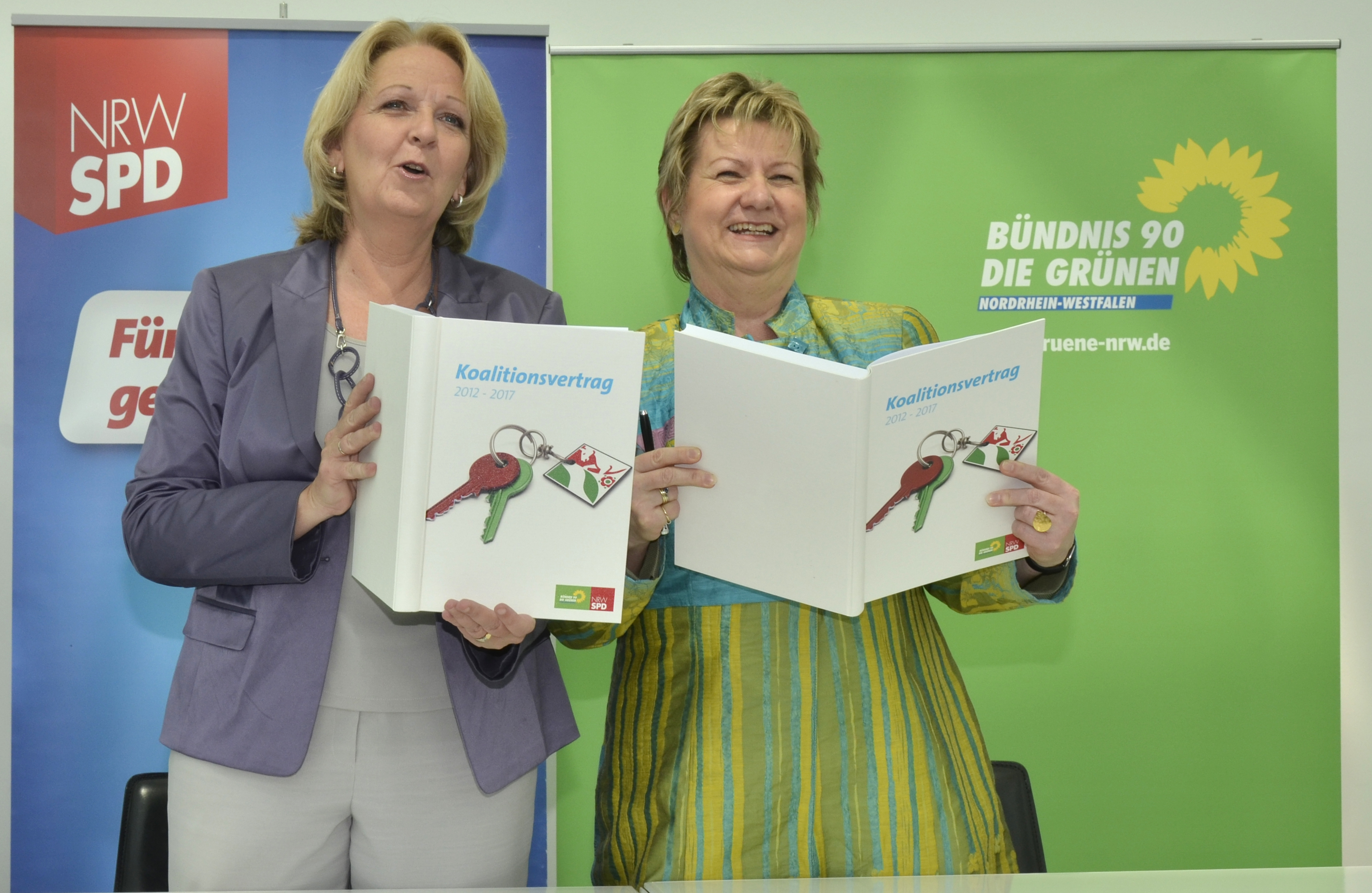
Löhrmann und Kraft präsentieren am 18. Juni 2012 den unterzeichneten Koalitionsvertrag

Am 12. Juni 2012 stellten Hannelore Kraft und Sylvia Löhrmann den Koalitionsvertrag ihrer angestrebten Koalitionsregierung vor. Am 20. Juni wurde Hannelore Kraft durch den Landtag mit 137 Stimmen erneut zur Ministerpräsidentin gewählt. Sie erhielt mindestens neun Stimmen aus den Reihen der Opposition. Mehrere Piraten hatten angekündigt, Kraft zu wählen.

## Wahlanalysen
Das Abschneiden der CDU und SPD korrelierte mit der Beliebtheit der beiden Spitzenkandidaten. Hannelore Kraft galt demnach als sehr populär und ihre Arbeit in der vergangenen Wahlperiode wurde geschätzt; viele Befragte hielten Röttgen für weniger sympathisch, bürgernah und glaubwürdig. Eine Mehrheit der Wähler präferierte eine Fortsetzung der rot-grünen Koalition, die sie in den Politikfeldern Wirtschaft und Arbeitsplätze sowie Bildung, Familie und Soziales für kompetent hielten; der CDU maßen sie nur beim Thema Finanzen einen deutlichen Kompetenzvorsprung zu. 34 Prozent aller Wähler verstanden die Wahl auch als eine Abstimmung über die Politik auf Bundesebene (wo seit der Bundestagswahl 2009 eine schwarz-gelbe Koalition (Kabinett Merkel II) regierte). Zum guten Abschneiden der FDP trug der relativ beliebte Christian Lindner bei. Bei CDU, SPD und FDP korrelierte das Wähleralter mit dem Stimmenanteil; Grüne und Piraten hatten vor allem bei jungen Wählern hohe Stimmenanteile.